# Allée Jacques-Garnerin
L'allée  Jacques-Garnerin est une voie du 8e arrondissement de Paris.

## Situation et accès
L'allée Jacques-Garnerin est une voie publique située dans le 8e arrondissement de Paris située dans le parc Monceau. 

## Origine du nom

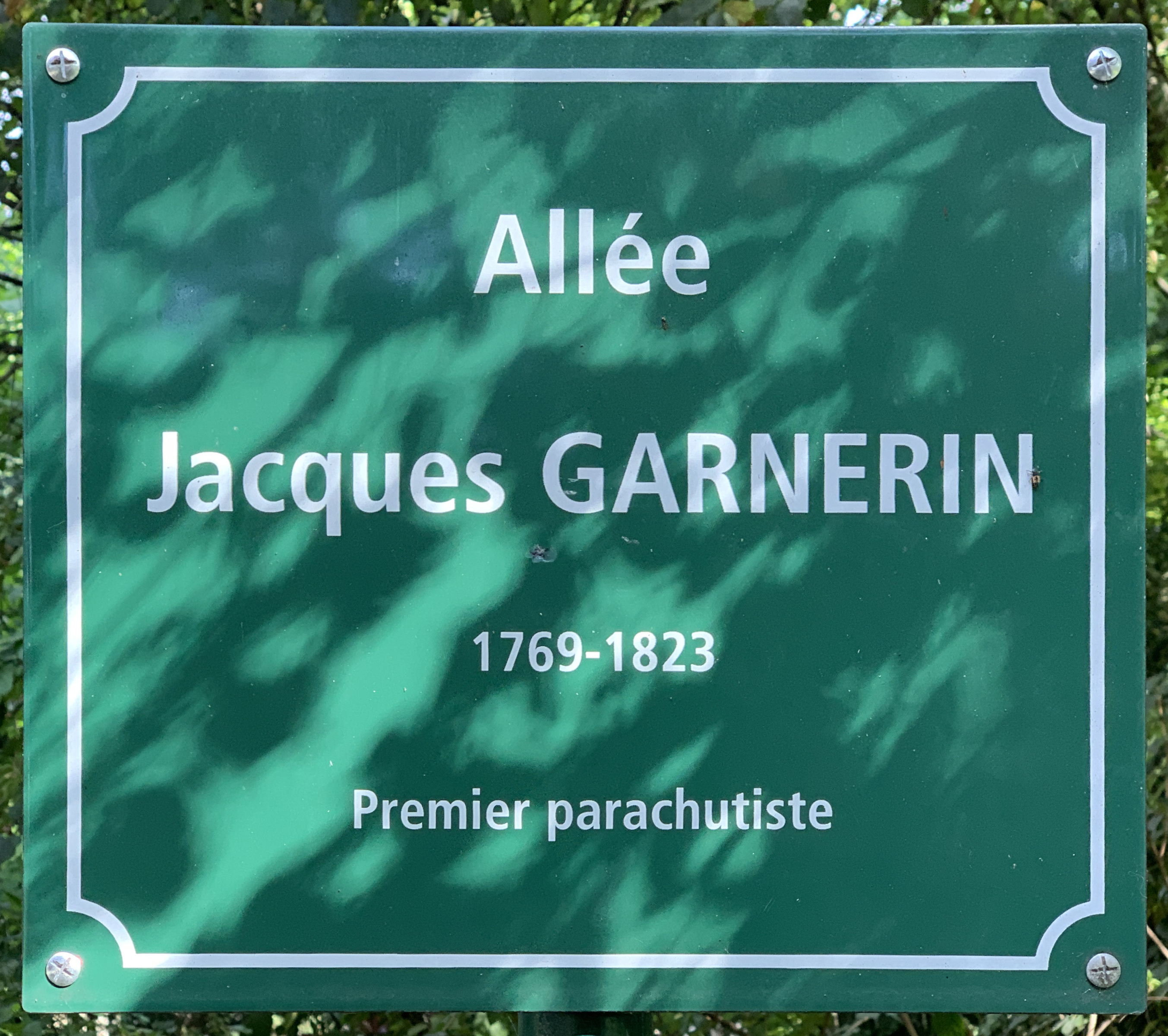
Plaque de l'allée.

Elle porte le nom d'André-Jacques Garnerin (1769-1823), inventeur du ballon à gaz et premier parachutiste.